# Attus devotus
Attus devotus är en spindelart som beskrevs av Pickard-Cambridge O. 1885. Attus devotus ingår i släktet Attus och familjen hoppspindlar. Inga underarter finns listade.